# (3408) Shalamov
(3408) Shalamov est un astéroïde de la ceinture principale.

## Description
(3408) Shalamov est un astéroïde de la ceinture principale. Il fut découvert le 18 août 1977 à Naoutchnyï par Nikolaï Tchernykh. Il présente une orbite caractérisée par un demi-grand axe de 2,37 UA, une excentricité de 0,23 et une inclinaison de 2,9° par rapport à l'écliptique.

## Compléments